# Eugenia Ratti
Eugenia Ratti (5. April 1933 in Genua – 14. November 2020 in Piacenza) war eine italienische Opernsängerin (Sopran), die im lyrischen Koloraturfach international Karriere machte. Sie wurde insbesondere gerühmt für ihre Mozart-, Rossini-, Donizetti- und Verdi-Interpretationen.

## Leben und Werk
Eugenia Ratti studierte zunächst bei ihrer Mutter und erhielt ihre musikalische Ausbildung am Conservatorio Niccolò Paganini in ihrer Heimatstadt Genua. Sie nahm Privatstunden bei Tito Schipa, der die junge Eugenia Ratti sogleich als Partnerin mit auf eine Konzertreise nahm. Ihr Bühnendebüt hatte sie 1954 in Sestri Levante.
Im Januar 1955 sang sie erstmals an der Mailänder Scala, zunächst die Abisag in der Oper David von Darius Milhaud und, wenige Tage später, die Adina in L’elisir d’amore in einer Inszenierung von Franco Zeffirelli mit Carlo Maria Giulini am Pult. Sie sang anschließend dort viele Jahre bis 1972. An der Seite von Maria Callas und Cesare Valletti sang sie an der Mailänder Scala die Lisa in La sonnambula in der berühmten Visconti/Bernstein-Produktion. In der Spielzeit 1956/57 war sie als Nedda in I Pagliacci Partnerin von Franco Corelli. Weiters sang sie die Novizin Constance in Poulencs Dialogues des Carmélites in der Uraufführung des Werkes am 26. Januar 1957 an der Seite von Virginia Zeani und Leyla Gencer. Mit der Callas alternierte sie in den weiblichen Hauptrollen in Il barbiere di Siviglia (Rosina) und Il turco in Italia (Fiorilla). Innerhalb weniger Spielzeiten stieg Eugenia Ratti in den Kreis italienischer Spitzensänger auf, zu denen damals Fiorenza Cossotto, Mirella Freni, Giulietta Simionato und Renata Tebaldi sowie Franco Corelli, Giuseppe Di Stefano, Tito Gobbi, Cesare Siepi und Cesare Valletti gehörten.
Ratti gastierte u. a. an der Opéra de Paris, am Teatro Liceu und an der Bayerischen Staatsoper München. In der Saison 1958/59 sang sie an der San Francisco Opera. 1959 übernahm sie an der Dallas Opera die Rosina in Franco Zeffirellis Barbiere-Inszenierung, wobei sie Maria Callas ersetzte.
Sie gastierte beim Holland-Festival (1955, als Elvira), beim Glyndebourne Festival Opera (u. a. 1955, als Nannetta im Falstaff), beim Festival d’Aix-en-Provence (1956, als Rosina), beim Edinburgh Festival (1957, als Elisetta) und beim Wexford Festival (1969, als Vespina in Haydns L’infedeltà delusa).
Ihre Stimme entsprach ziemlich genau den Anforderungen für einen leichten, lyrischen Koloratursopran und eignete sich bestens für Mozart-Rollen, auch für die Spielopern von Donizetti, Cimarosa und Rossini. Besonders als Musetta in Puccinis La Bohème und als Oscar in Verdis Un ballo in maschera hatte sie große Erfolge. Es liegen mehrere Tondokumente vor, insbesondere als Partnerin von Maria Callas (La sonnambula), aber auch von Renata Tebaldi.
Nach ihrem Abschied von der Bühne wirkte sie als Gesangslehrerin am Konservatorium von Piacenza. Eugenia Ratti starb im November 2020 im Alter von 87 Jahren.

## Tondokumente (Auswahl)
- Bellini: La sonnambula, Coro e Orchestra Teatro alla Scala, Dirigent: Antonino Votto, mit Maria Callas, Nicola Monti, Nicola Zaccaria, Fiorenza Cossotto (Scala März 1957), erschienen bei EMI 1957
- Cimarosa: Il matrimonio segreto (als Elisetta), mit Graziella Sciutti, Ebe Stignani, Luigi Alva, Carlo Badioli, Franco Calabrese, Orchestra del Teatro alla Scala di Milano, dirigiert von Nino Sanzogno (1956)
- Mozart: Ascanio in Alba (als Silvia), mit Emilia Cundari, Petre Munteanu, Ilva Ligabue, Anna Maria Rota, Orchestra da Camera dell'Angelicum di Milano und Polifonico di Torino, dirigiert von Carlo Felice Cillario (1961)
- Mozart: Don Giovanni (als Zerlina), mit Cesare Siepi, Birgit Nilsson, Leontyne Price, Fernando Corena, Wiener Staatsopernchor, Wiener Philharmoniker, Dirigent: Erich Leinsdorf
- Verdi: Aida (als Hohepriesterin), mit Renata Tebaldi, Giulietta Simionato, Carlo Bergonzi, Cornell MacNeil, dirigiert von Herbert von Karajan, erschienen bei Decca 1959
- Verdi: Un ballo in maschera (als Oscar), mit Maria Callas, Fedora Barbieri, Giuseppe di Stefano, Tito Gobbi, Orchestra del Teatro alla Scala di Milano, dirigiert von Antonino Votto, erschienen bei EMI 1956